# Elaeocarpus orohensis
Elaeocarpus orohensis är en tvåhjärtbladig växtart som beskrevs av Schlechter. Elaeocarpus orohensis ingår i släktet Elaeocarpus och familjen Elaeocarpaceae. Inga underarter finns listade i Catalogue of Life.